# آخرین سرمایه‌دار بزرگ (فیلم ۱۹۷۶)
آخرین سرمایه‌دار بزرگ یا آخرین قارون (به انگلیسی: The Last Tycoon) فیلمی محصول سال ۱۹۷۶ به کارگردانی الیا کازان است. این فیلم اقتباسی از رمان عشق آخرین قارون یا آخرین قارون از اف. اسکات فیتزجرالد است. در این فیلم بازیگرانی همچون رابرت دنیرو، تونی کرتیس، رابرت میچام، جک نیکلسون، دونالد پلیسنس، ژن مورو، اینگرید بولتینگ، ری میلند، دانا اندروز، ترزا راسل، پیتر اشتراوس، تیگه اندروز، مورگان فارلی، جان کارادین، جف کوری، دایان شالت، سیمور کاسل و آنجلیکا هیوستون ایفای نقش کرده‌اند.

## داستان
مونرو استار، مدیر تولید جوان و خلاق‌ترین مدیر اجرایی یکی از بزرگترین استودیوها در عصر طلایی هالیوود است. او در دوران آشفتگی صنعت سینما به دلیل ایجاد انجمن نویسندگان آمریکا، خستگی‌ناپذیر عمل می‌کند. مونرو عادت دارد زیردستان خود، از جمله فیلمنامه‌نویسان، را وادار به انجام هر کاری که می‌گوید کند.